# El Borge

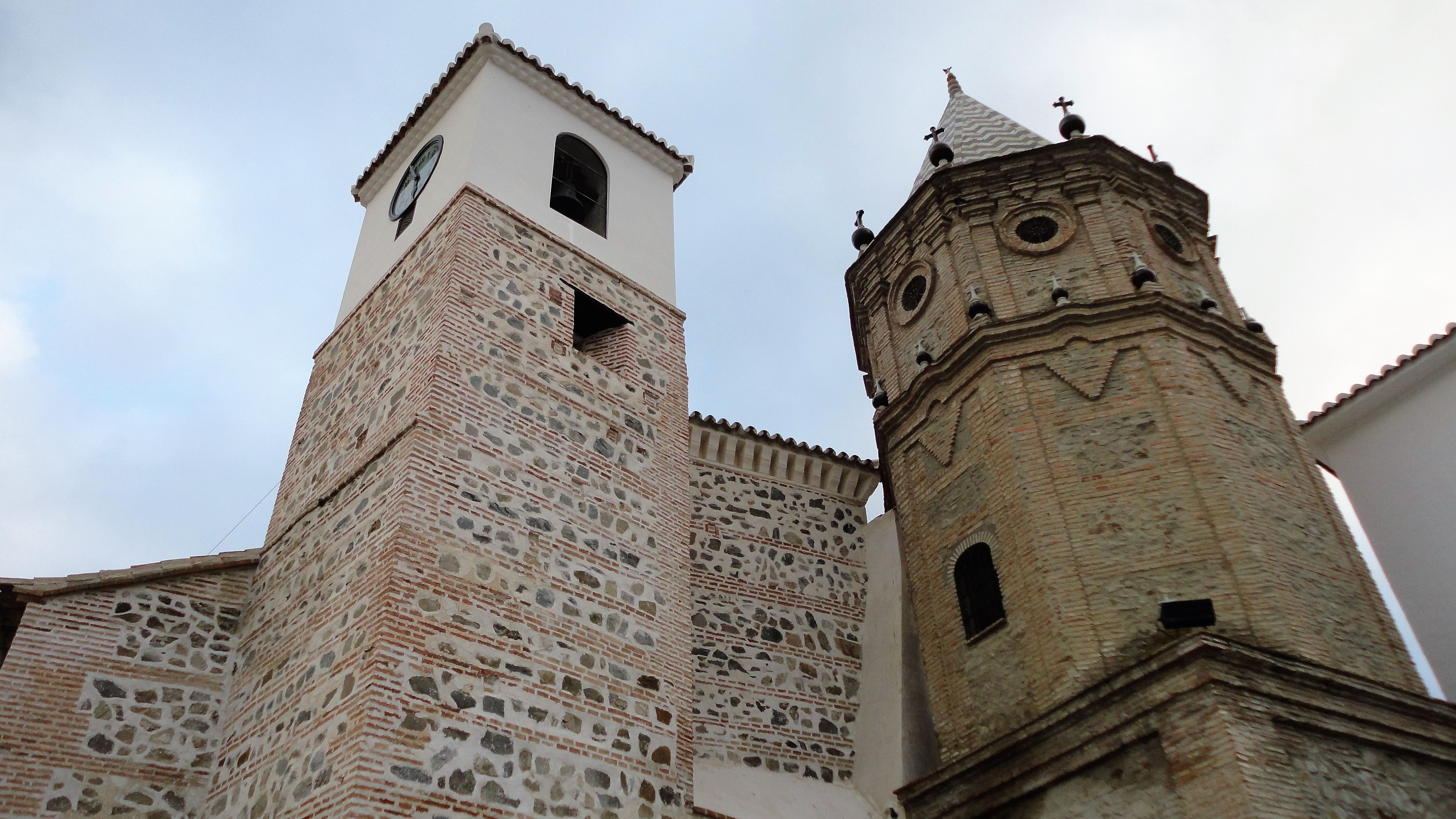
El Borge – Türme der Kirche

El Borge ist ein südspanischer Ort und eine Gemeinde (municipio) mit nur noch 941 Einwohnern (Stand: 2024) im Südosten der Provinz Málaga in der autonomen Gemeinschaft Andalusien.

## Lage und Klima
Der Ort Er Borge liegt am gleichnamigen Fluss in einem Hochtal der Betischen Kordillere in einer Höhe von ca. 235 m. Die Provinzhauptstadt Málaga befindet sich etwa 36 km (Fahrtstrecke) südwestlich; die Stadt Vélez-Málaga ist nur gut 15 km in südöstlicher Richtung entfernt. Das Klima ist gemäßigt bis warm; Regen (ca. 495 mm/Jahr) fällt überwiegend im Winterhalbjahr.

## Bevölkerungsentwicklung
| Jahr      | 1857  | 1900  | 1950  | 2000  | 2020 |
| Einwohner | 2.362 | 1.069 | 1.474 | 1.005 | 911  |

Die Einwohnerzahl der Gemeinde ist trotz der Mechanisierung der Landwirtschaft, der Aufgabe bäuerlicher Kleinbetriebe (Höfesterben) und der damit verbundenen Arbeitslosigkeit seit den 1950er Jahren vergleichsweise geringfügig gesunken.

## Wirtschaft
Das Hochtal wurde wahrscheinlich schon in prähistorischer Zeit von Hirtennomaden und ihren Herden während der Sommermonate aufgesucht. Der sich später entwickelnde Ort mit seinen sich im Wesentlichen selbst versorgenden Einwohnern war traditionell von der Feldwirtschaft und von der Viehzucht abhängig. Angebaut wurden Getreide, Wein, Oliven und Gemüsepflanzen wie Bohnen und Erbsen; El Borge gehört seit dem Jahr 1932 zu den Gemeinden, in denen Malagawein angebaut werden darf. In den 1960er Jahren begann man mit der Entwicklung des Tourismus in Form der Vermietung von Ferienwohnungen (casas rurales).

## Geschichte
Die ältere Geschichte des Ortes liegt weitgehend im Dunkeln. Prähistorische, iberische, römische, westgotische und selbst maurische Funde fehlen; das Ortsbild mit seinen verwinkelten Gassen legt jedoch eine Besiedlung in maurischer Zeit nahe. Im Jahr 1487 wurde der Ort von einem Heer der Katholischen Könige erobert (reconquista). Im Spanischen Unabhängigkeitskrieg war El Borge einer der wenigen Orte auf der Iberischen Halbinsel, die nicht von französischen Truppen besetzt wurden. Stattdessen trieben Banditen (bandoleros) zeitweise ihr Unwesen.

## Sehenswürdigkeiten
- Die verwinkelten und steil ansteigenden Gassen des Ortes sind seine größte Sehenswürdigkeit.[7]
- Die zu Beginn des 16. Jahrhunderts erbaute Iglesia de Nuestra Señora del Rosario ist ein Bauwerk im Mudéjar-Stil. Der achteckige Turm ist eine Hinzufügung des 17. Jahrhunderts. Das Innere der Kirche wird von zwei Arkaden in drei Schiffe (naves) unterteilt, die jedoch allesamt von einem hölzernen Dachstuhl bedeckt werden.[8]
- Neben der Kirche befindet sich eine Krypta, die im 16. Jahrhundert Bestattungszwecken diente; sie wurde im Jahr 1767 auf Anordnung Karls III. geschlossen.[9]
- Im Ort gibt es drei Brunnen (fuentes).[10]
- Der Arco de la Pasa („Bogen der Rosine“) ist ein Werk des 20. Jahrhunderts; er erinnert an die langjährige Tradition der Rosinenherstellung in der Region.[11]